# Fédération internationale d’éducation physique
Die Fédération internationale d’éducation physique (FIEP) wurde 1923 gegründet und ist damit der älteste internationale Zusammenschluss von Sportlehrern und Sportwissenschaftlern.

## Entstehung
Am Rande eines internationalen Kongresses für Leibeserziehung vom 30. August bis 6. September 1900 in Paris wurde beschlossen, sich künftig regelmäßig international zu treffen. Hierzu wurde eine Permanente Internationale Technische Kommission für Leibeserziehung gegründet. Die Gründungsmitglieder waren: Mosso (Italien) als Präsident, Demeny (Frankreich), Fosseprez (Belgien), Cabezas (Chile), Kier (Dänemark), Chryssafis (Griechenland) und Tongres (Schweden). Delegierte aus 16 Ländern waren zusammengekommen, aber Deutschland, Österreich und die Schweiz waren nicht vertreten, da sich hier die Repräsentanten der Schwedischen Gymnastik nach Pehr Henrik Ling trafen, während deutschsprachig Turnen nach Friedrich Ludwig Jahn dominierte. Eines der Ziele war, sich auf wissenschaftlicher Grundlage mit der Leibeserziehung nach Ling zu befassen. Beim internationalen Kongress in Odense (Dänemark) vom 7. bis 10. Juli 1911 wurde daher ein Internationales Institut für Leibeserziehung gegründet.
Durch den Ersten Weltkrieg wurden die Aktivitäten des Instituts unterbrochen, und am 2. Juli 1923 wurde beim nächsten Kongress in Brüssel offiziell ein Verband gegründet, die Fédération Internationale de Gymnastique Educative (F.I.G.E.). Der Gründungspräsident war General Lefebure (Belgien), der aktiv persönliche und institutionelle Mitglieder, vor allem aus Europa, anwarb. Schon 1924 wurde Lefebure durch Colonel Eimar Nermam (Schweden) als Präsident abgelöst, der bis 1935 den Vorsitz führte.

## Entwicklung
Seit 1931 gibt der Verband eine eigene internationale Zeitschrift heraus.
1935 wurde Major Joseph G. Thulin (Schweden) als neuer Präsident gewählt, der bis 1958 im Amt blieb. 1953 wurde der Verband in Fédération Internationale d’Éducation Physique – FIEP umbenannt. Als Nachfolger wurde 1958 Antonio Leal D’Oliveira (Portugal) gewählt, der den Vorsitz bis 1970 führte und gezielt die Internationalisierung betrieb. Aus Deutschland wurde Erich Beyer Mitglied des Vorstandes. Mit Pierre Seurin (Frankreich, Präsident von 1970 bis 1983) wurde erstmals die Grenze von Mitgliedern in einhundert Staaten in allen Kontinenten überschritten. Mit einer Stärkung der Kontinentalverbände und einer Vielzahl von Kongressen trat die FIEP aus der schulischen Leibeserziehung heraus und beteiligte sich intensiv an der Ausbreitung der Sportwissenschaft und des Breiten- und Freizeitsports (Sport for All).
Nach dem Tod von Seurin (1984) wurde der Verband von John C. Andrews (England) professionalisiert. Aus Deutschland wurde Arnd Krüger Mitglied des Vorstandes. Es gab nun fast kein Land der Welt mehr, in dem die FIEP nicht vertreten war. Er sorgte für die Ausbreitung in Lateinamerika und dem arabischen Raum. Mit dem Prince Faisal Scientific Prize vergibt die FIEP den teuersten Preis für sportwissenschaftliche Leistungen. Die FIEP war maßgeblich an der Gründung des European Committee for Sports History beteiligt. Im Jahr 2000 verließen der Vorsitz und die Geschäftsstelle mit Manoel José Gomes Tubino (Brasilien) erstmals Europa, wodurch der europäische Regionalverband der FIEP aufblühte.
Das Ziel der FIEP ist seit der Gründung die enge Zusammenarbeit von Theorie und Praxis, dem praktischen Sport(auch -unterricht) und Sportwissenschaft. Im Zuge einer immer größeren Spezialisierung sind diese Bereiche immer weiter auseinandergedriftet. Diesem Trend widersetzt sich die FIEP.